# Paul Andreu

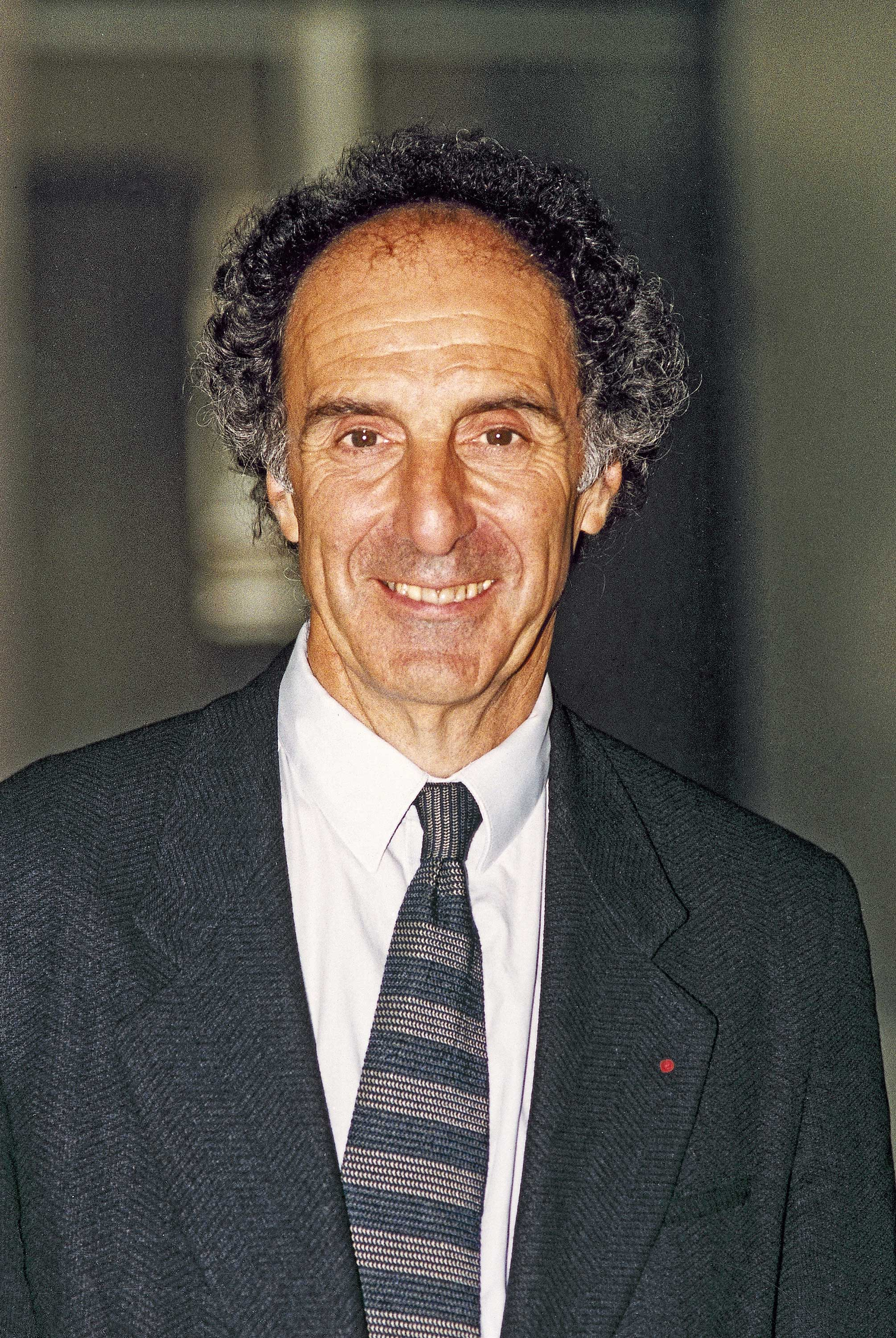
Paul Andreu (1996)

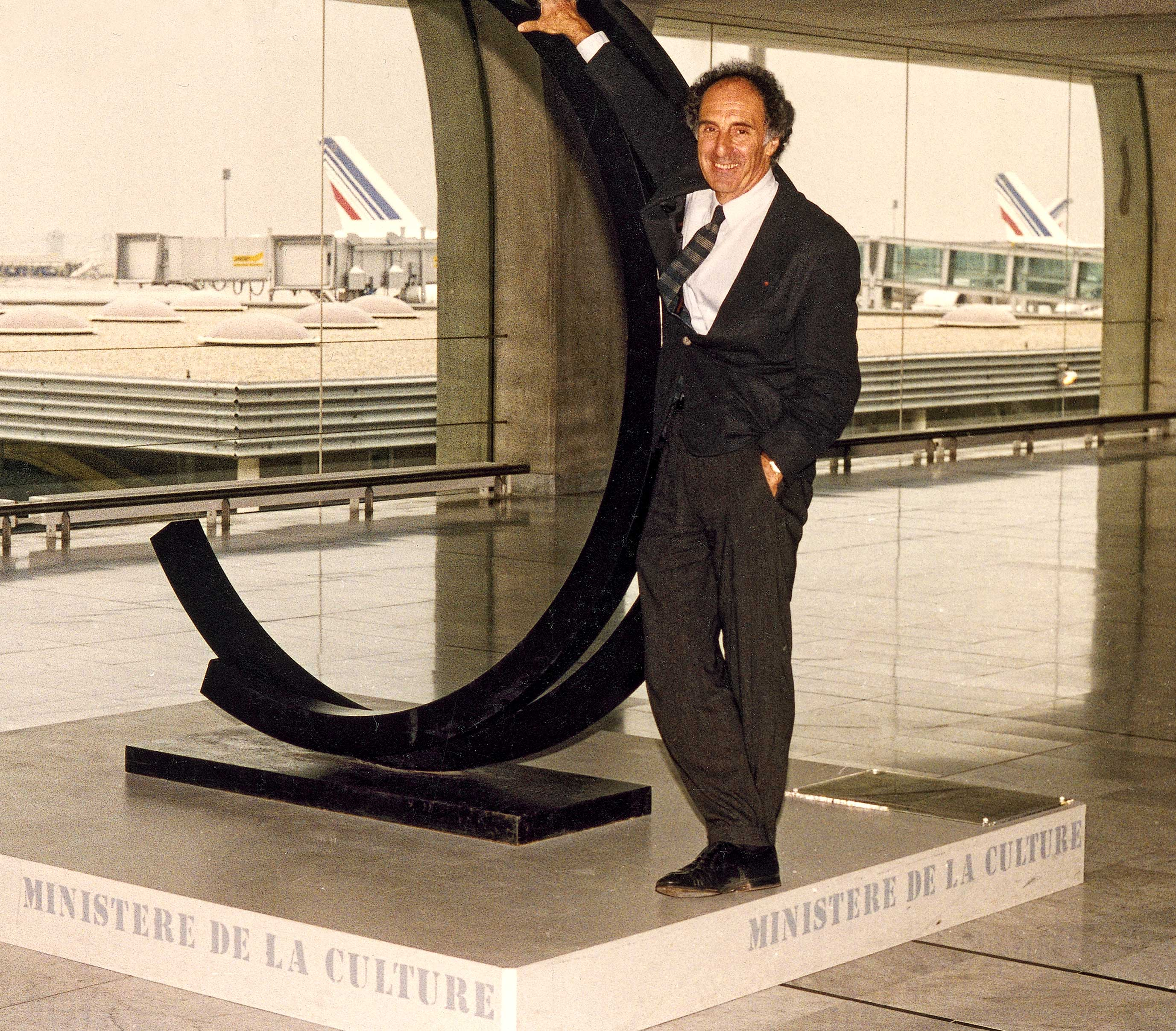

Paul Andreu (* 10. Juli 1938 in Caudéran bei Bordeaux; † 11. Oktober 2018 in Paris) war ein französischer Ingenieur, Architekt und Autor. Andreu konzipierte rund fünfzig Flughafengebäude in Europa, Asien und Afrika. Im Jahre 2005 publizierte er einen ersten Roman (L’Archipel de la Mémoire). Andreu war mit Johan Otto von Spreckelsen auch am Bau der Grande Arche in dem westlich von Paris gelegenen Geschäftsviertel La Défense beteiligt.

## Biographie
Paul Andreu war der Sohn eines Gymnasiallehrers für Mathematik. Er besuchte ab 1958 die École polytechnique, erlangte daraufhin an der École Nationale des Ponts et Chaussées im Jahre 1963 sein Ingenieurdiplom und schließlich an der École des Beaux-Arts im Jahre 1968 sein Architekturdiplom. Im darauf folgenden Jahr stieg er in das Unternehmen Aéroports de Paris ein, das die 14 Pariser Flughäfen und Flugfelder verwaltet, unter denen die Flughäfen Paris-Charles-de-Gaulle, Orly und Le Bourget die wichtigsten sind. 1974 wurde er zum Chefarchitekten und Projektleiter befördert. Er baute etwa fünfzig Flughafengebäude, bevor er Partner von Johan Otto von Spreckelsen wurde. Nach dem frühen Tod desselben vollendete er die Grande Arche im Jahre 1989. In die Schlagzeilen geriet Andreu, als im Mai des Jahres 2004 einer der Gewölbebögen der elf Monate zuvor eingeweihten Passagierhalle des Terminals 2E des Charles-de-Gaulle Flughafens einstürzte, was den Teileinsturz der Halle über dreißig Meter zur Folge hatte und vier Menschen das Leben kostete. Die Ursachen sind nicht geklärt.
Ab der Jahrtausendwende war Andreu verstärkt in Asien tätig. Ein spektakuläres Gebäude entwarf er mit der Chinesischen Nationaloper in Peking, für das er trotz des Widerstands chinesischer Architekten den Zuschlag bekam.

## Werkauswahl
Flughafen- und Bahnhofsgebäude:

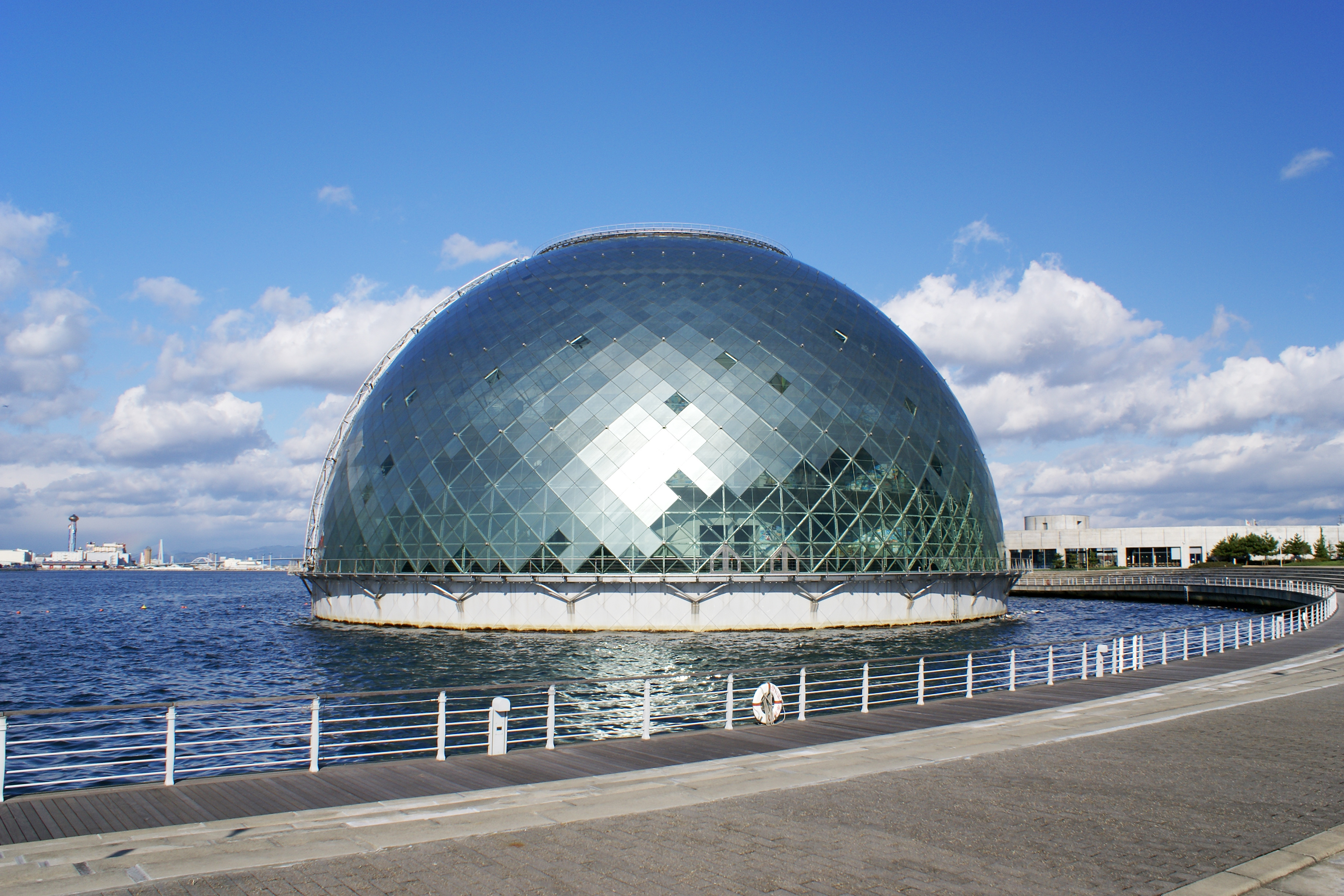
Meeresmuseum, Osaka, Japan

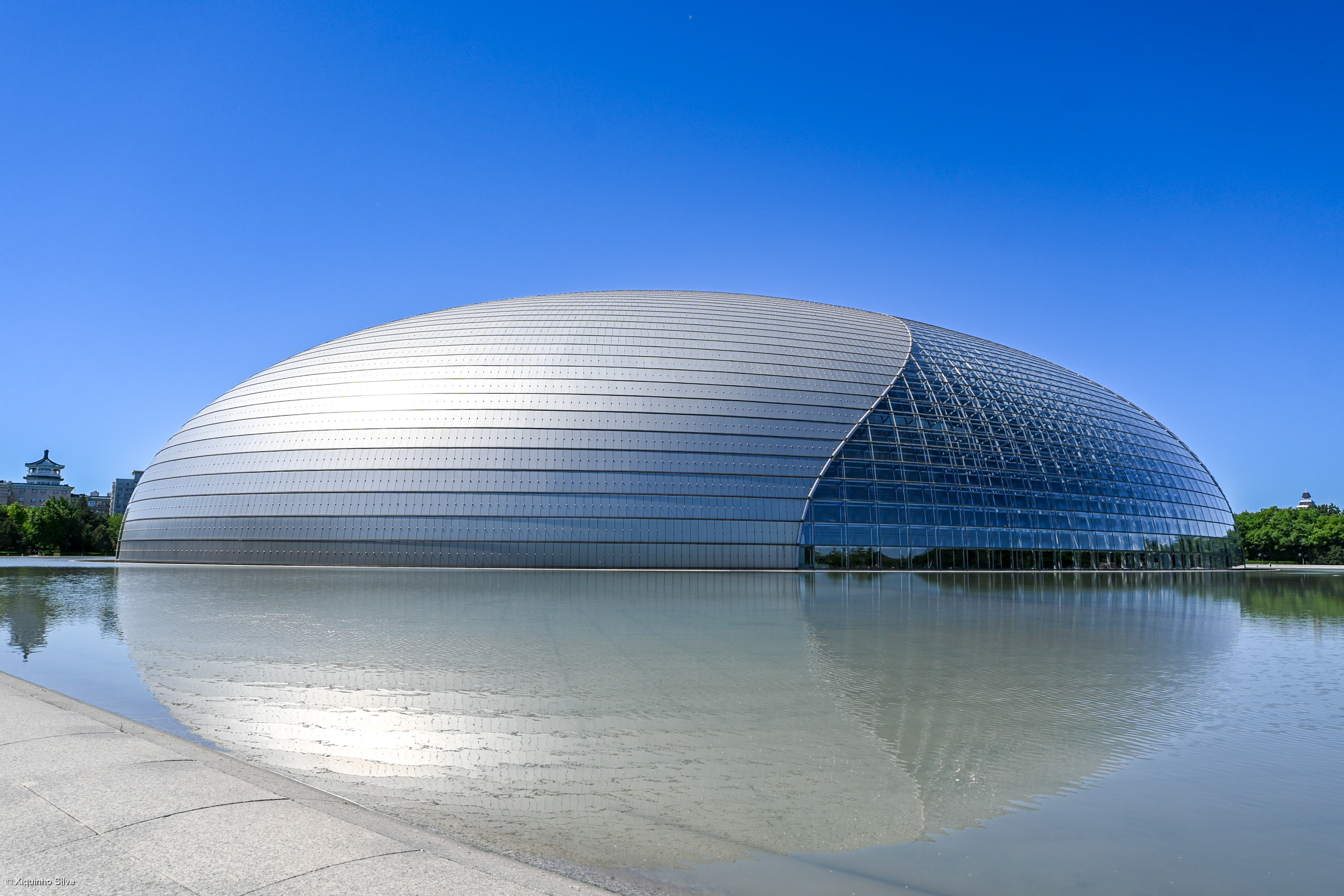
Chinesische Nationaloper, Peking

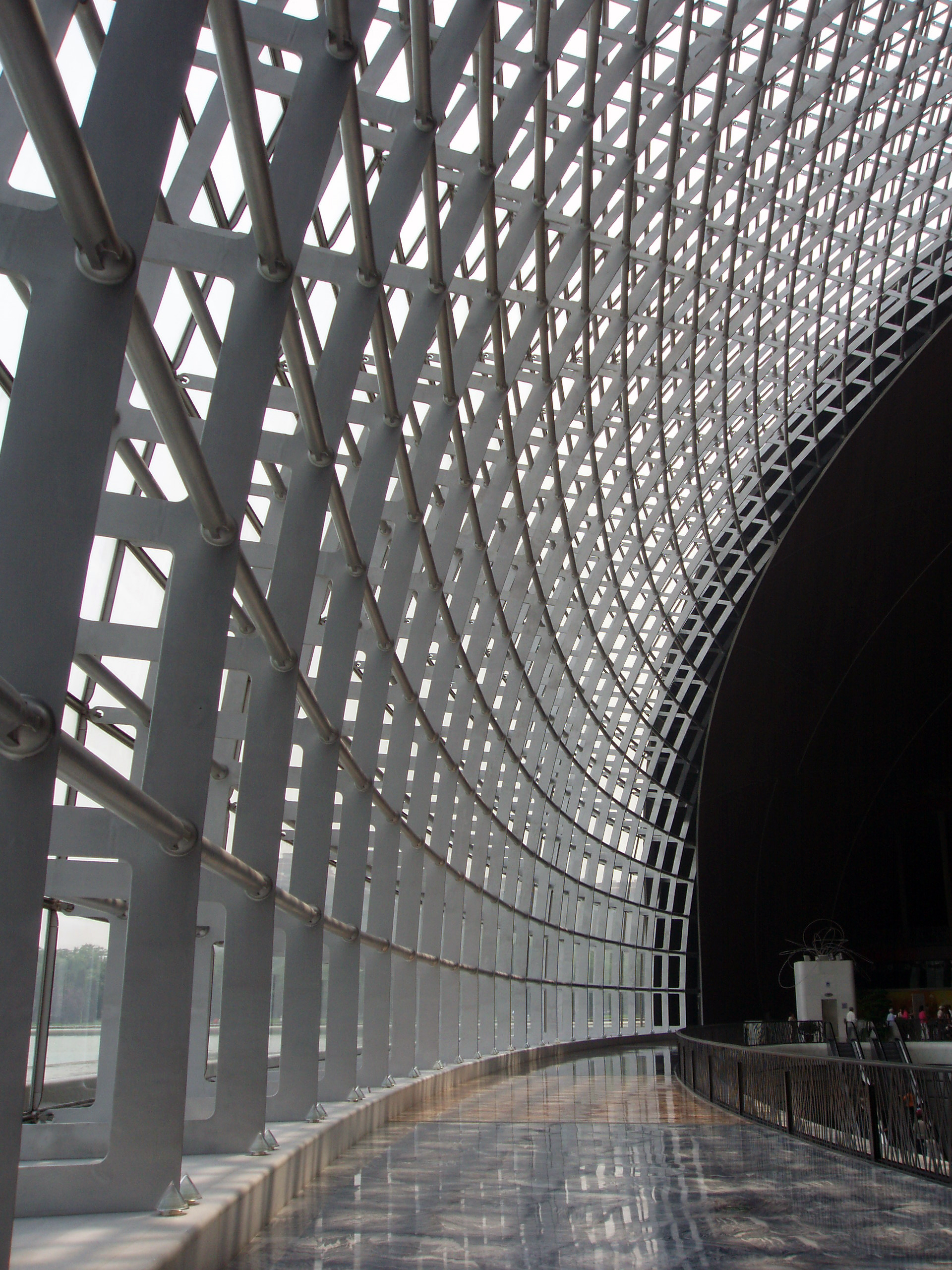
Im Inneren der Nationaloper, Peking

- 1974: Paris-Charles-de-Gaulle, Terminal 1, Roissy-en-France, Frankreich
- 1976: Paris-Charles-de-Gaulle, RER-Bahnhof, Roissy-en-France, Frankreich
- 1979: Dhaka, früher Dakka, Bangladesch
- 1982: Paris-Charles-de-Gaulle, Terminals 1A und 1B, Roissy-en-France, Frankreich
- 1982: Abu Dhabi, Vereinigte Arabische Emirate
- 1982: Brunei, Brunei Darussalam, Asien
- 1984: Daressalam, Tansania
- 1984: Flughafen Jakarta/Soekarno-Hatta, Indonesien
- 1986: Kairo 2, Ägypten
- 1987: Nizza T2, Frankreich
- 1989: Paris-Charles-de-Gaulle, Terminal 2D, Roissy-en-France, Frankreich
- 1989: Montpellier-Méditerranée, Frankreich
- 1993: Paris-Charles-de-Gaulle, Terminal 2C, Roissy-en-France, Frankreich
- 1994: Paris-Charles-de-Gaulle, TGV-Bahnhof, Roissy-en-France, Frankreich
- 1996: Guadeloupe-Pointe-à-Pitre, französisches Überseegebiet
- 1997: Paris-Charles-de-Gaulle, Terminal 2F, Frankreich
- 1999: Shanghai-Pudong, China
- 2003: Paris-Charles-de-Gaulle, Terminal 2E, Frankreich

Weitere Bauten:
- 1975: Atomkraftwerk in Cruas (Département Ardèche), Frankreich
- 1986: französischer Terminal des Ärmelkanal-Eurotunnels, Calais, Frankreich
- 1989: Grenzstation Basel-Mülhausen, Grenze zwischen Frankreich und der Schweiz
- 1989: Bürogebäude Grande Arche in La Défense bei Paris, nach dem Entwurf und in Zusammenarbeit mit Johan Otto von Spreckelsen
- 2000: Meeresmuseum, Osaka, Japan (2000)
- 2004: Oriental Art Center, Shanghai, China (2004)
- 2006: Chinesische Nationaloper, Peking, China (2006)

## Publikationen (Auswahl)
Sachbücher
- Mission Interministérielle de Coordination des Grands Opérations: Architectures capitales. Electa Moniteur, Paris 1988, ISBN 2-86653-041-1 (französisch)
- Paul Andreu: La Grande Arche, tête défense, Paris-la-Défense. Mit Hubert Tonka. Édition du Demi-Cercle, Paris 1989, ISBN 2-907757-08-3
- Philip Jodidio: Paul Andreu, architect. Vorwort von Adrian Frutiger. Birkhäuser, Basel 2004, ISBN 3764370106[4]

Belletristik
- Paul Andreu: J’ai fait beaucoup d’aérogares … Les dessins et les mots. Descartes & Cie, Paris 1988, ISBN 2-910301-92-3
- Paul Andreu: L’archipel de la mémoire. Roman. Édition Scheer, Paris 2005, ISBN 2-915280-67-3
- Paul Andreu: La Maison, Stock, 2009, ISBN 978-2-234061-93-4[5]

## Auszeichnungen
- 1977: Grand prix national de l’architecture
- 1996: Mitglied der Académie des Beaux-Arts[6]
- Großoffizier des Ordre national du Mérite
- Offizier der Ehrenlegion

## Film
- Roissy 1. Dokumentation, Frankreich, 2009, 26 Min., Regie: Valéry Gaillard, Produktion: arte France, Reihe: Baukunst, deutsche Erstausstrahlung: 25. Oktober 2009[7]